# 罗森加滕
罗森加滕是德国下萨克森州的一个市镇。总面积63.68平方公里，总人口13491人，其中男性6626人，女性6865人（2011年12月31日），人口密度212人/平方公里。